# Acalypha simplicistyla
Acalypha simplicistyla är en törelväxtart som beskrevs av Cardiel. Acalypha simplicistyla ingår i släktet akalyfor, och familjen törelväxter. Inga underarter finns listade i Catalogue of Life.